# 安和 (南詔)
安和（あんわ）は、大長和の鄭仁旻の時代に使用された元号。年代不明。